# Districte de Karimnagar
El districte de Karimnagar és una divisió administrativa de l'estat d'Andhra Pradesh abans coneguda com a districte d'Elgandal. La capital és Karimnagar. La superfície actual és d'11,823 km² i la població de 3.491.822 habitants. Quan els musulmans van conquerir Telingana i es va enfonsar el regne de Warangal, la regió fou governada successivament pels bahmànides i els kutubshàhides de Golconda. El 1687 fou annexionada a l'Imperi Mogol per l'emperador Aurangzeb; va esdevenir independent dels mogols el 1724 sota el Nizam al-Mulk que va fundar l'estat d'Hyderabad. Dins d'aquest formava el districte d'Elgandal al segle xix.
El 1905 se li va afegir la taluka de Parkal (abans part del districte de Warangal) mentre les de Chinnur i Lakhsetipet es van transferir al districte d'Adilabad, i la de Siddipet al districte de Medak. El nou districte que va sorgir va agafar el nom de la seva capital Karimnagar (districte de Karimnagar). La seva superfície va quedar fixada el 1905 en 13.506 km².
Duess serralades corrien pel districte, la primera en direcció nord-est entre Gurrapalli i Jagtial, acabant a Vemalkurti prop del Godavari; i la segona, paral·lela, entre Sunigram i Mallangur. Una altra serra es troba al sud-oest del districte a la regió del riu Maner. A part dels dos rius esmentats hi havia el Peddavagu i el Chelluvagu, afluents del Godavari. La població segons el cens del 1901 era de 861.833 habitants. El districte estava format per quatre subdivisions i set talukes:
- Primera Subdivisió (sota un talukdar segon): Jamikunta i Parkal
- Segona Subdivisió (sota un talukdar segon): Sultanabad i Mahadeopur
- Tercera subdivisió (sota un talukdar tercer): Sirsilla i Jagtial
- Quarta subdivisió (sota un talukdar tercer): Karimnagar

Les ciutats principals eren Jagtial, Manthani, Koratla, Karimnagar i Vemalwada. La majoria (96) eren hindús i el 90% parlava telugu.
Administrativament està dividit en 57 mandals:
1) Ibrahimpatnam 

2) Mallapur 

3) Raikal 

4) Sarangapur 

5) Dharmapuri 

6) Velgatoor 

7) Ramagundam 

8) Kamanpur 

9) Manthani 

10) Kataram 

11) Mahadevpur 

12) Muttaram-Mahadevpur 

13) Malhar 

14) Muttaram-Manthani 

15) Kalva Srirampur 

16) Peddapalli 

17) Julapalli 

18) Dharmaram 

19) Gollapally 

20) Jagtial 

21) Medipalli 

22) Korutla 

23) Metpally 

24) Kathlapur 

25) Chandurthi 

26) Kodimial 

27) Gangadhara 

28) Mallial 

29) Pegadapalli 

30) Choppadandi 

31) Sultanabad 

32) Odela 

33) Jammikunta 

34) Veenavanka 

35) Manakondur 

36) Karimnagar 

37) Ramadugu 

38) Boinpalli 

39) Vemulawada 

40) Konaraopeta 

41) Yellareddipet 

42) Gambhiraopet 

43) Mustabad 

44) Sirsilla 

45) Ellanthakunta 

46) Bejjanki 

47) Thimmapur 

48) Kesavapatnam (on està el poble sagrat de Banda Muttaram) 

49) Huzurabad 

50) Kamalapur 

51) Elkathurthi 

52) Saidapur 

53) Chigurumamidi 

54) Koheda 

55) Husnabad 

56) Bheemadevarpalle 

57) Eligedu 